# Stadio Domingo Burgueño
L'Estadio Domingo Burgueño è un impianto calcistico di Maldonado (Uruguay) denominato in onore alla memoria di Domingo Burgueño Miguel, storico politico della regione.

## Storia
Fondato nel 1994, ospita le partite casalinghe del Dep. Maldonado e dell'Atenas, le due principali squadre della regione. Nel 2005 e nel 2016 ha ospitato gli incontri di Coppa Libertadores di, rispettivamente, Rocha e River Plate (M).
Il 1º febbraio 2020 è stato sede della terza edizione di Supercopa Uruguaya, vinta dal Liverpool (M) per 4-2 contro il Nacional.
Il 28 Ottobre 2023 ha ospitato la finale di Copa Sudamericana, che ha visto contrapposti i brasiliani del Fortaleza e gli ecuadoriani del LDU Quito, vinta da questi ultimi.